# Fotografické album

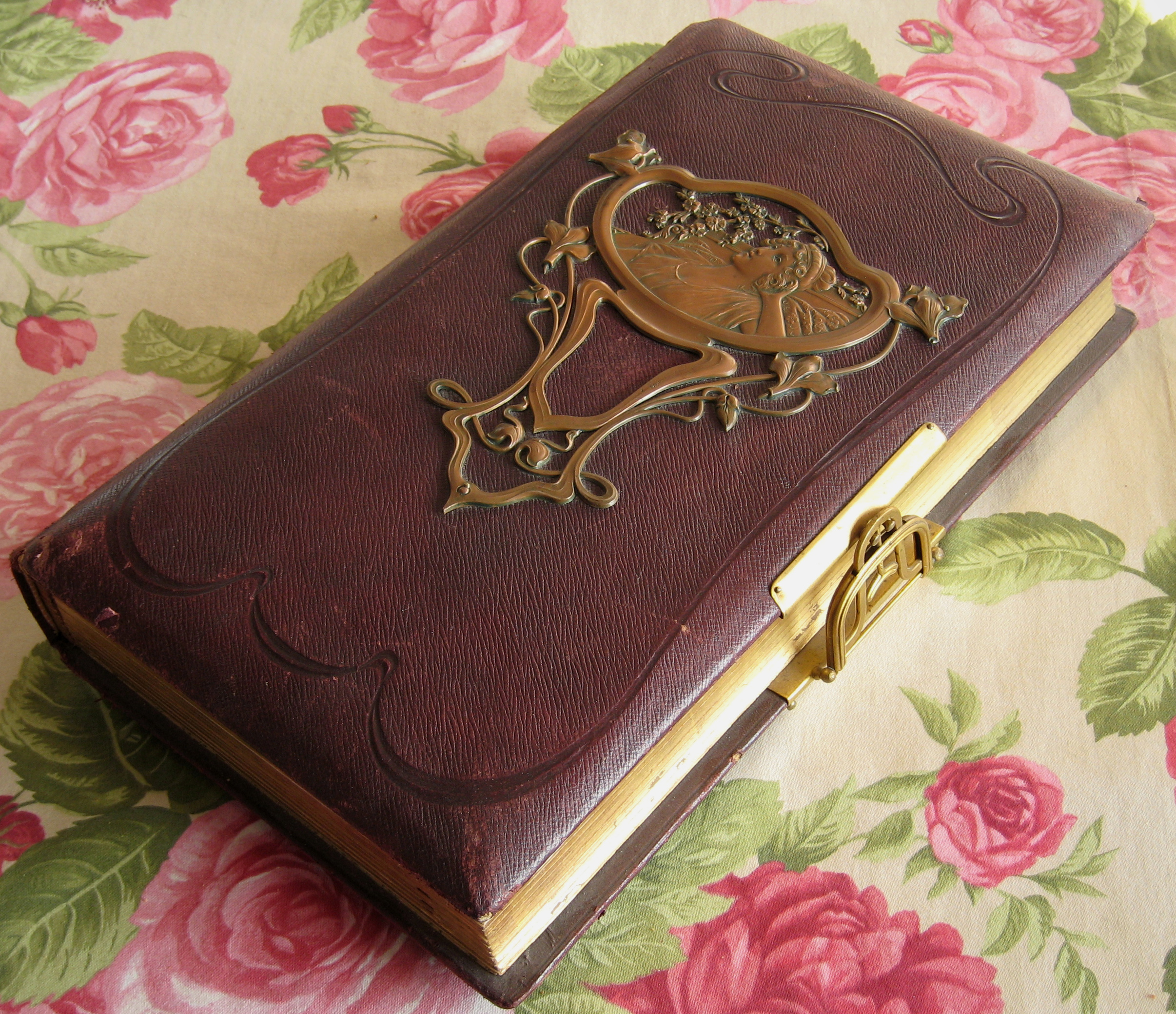
Fotografické album z roku 1900

Fotografické album nebo fotoalbum je soubor fotografií, uspořádaných do podoby knihy.
V tomto článku slovo album znamená výhradně fotografické album, i když samo o sobě má obecnější význam: kromě souboru fotografií může označovat také soubor či sbírku poštovních známek, pohlednic, pivních etiket apod.

## Tradiční domácí fotoalba

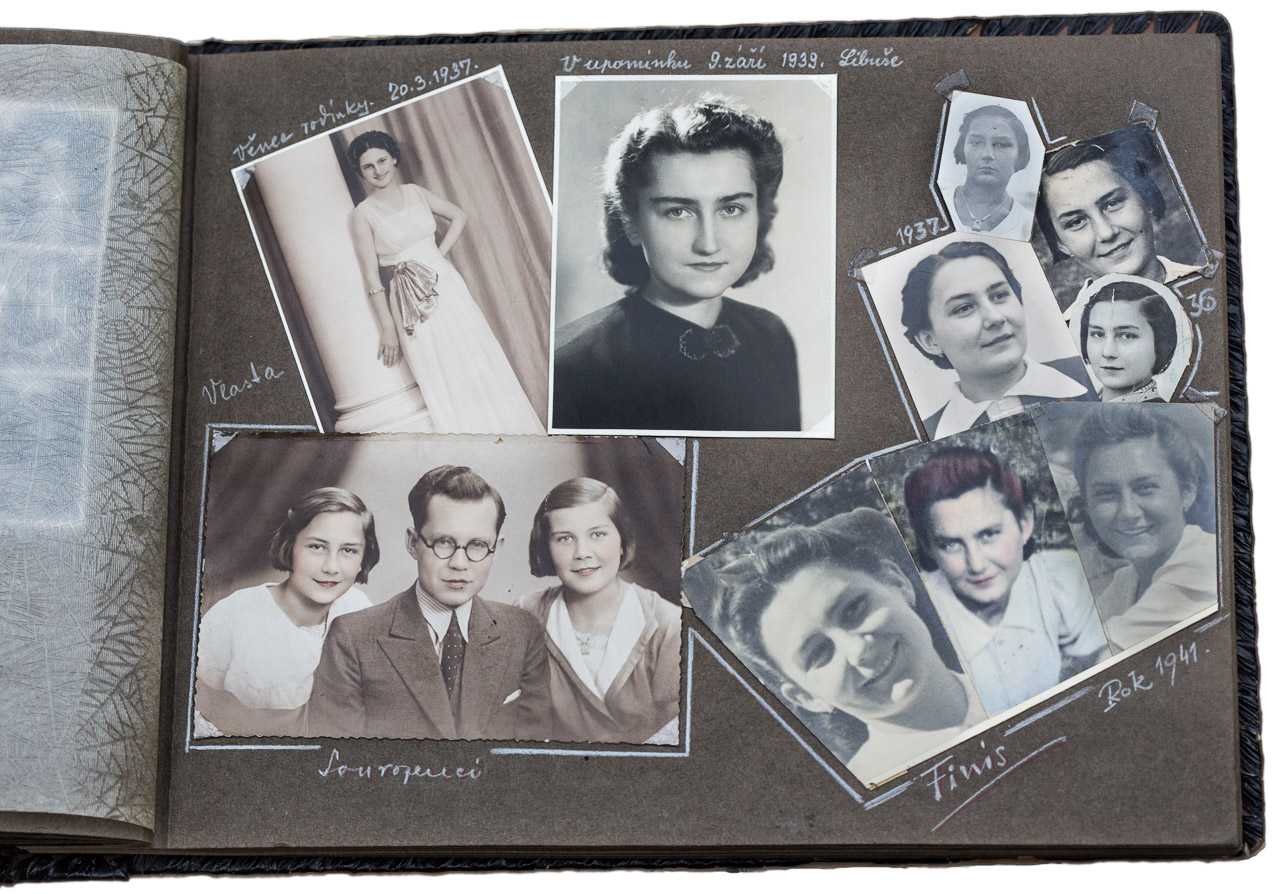
Stránka z klasického rodinného fotoalba (z poloviny 20. století)

Už v bývalém Československu představovalo fotografování rozšířené domácí hobby. Po roce 2000, s rozmachem digitální fotografie, a ještě více po nástupu mobilů, které umějí fotografovat a lidé je pořád nosí s sebou, počet každoročně pořízených fotografií dále mnohonásobně vzrostl. Z většiny snímků pořízených dříve na filmy vznikly i fotografie na papíře. I když z digitálních fotografií to bude jen malý zlomek (číselně to lze stěží odhadnout), pořád se jedná o značný nárůst. Mnoho domácích papírových fotografií ovšem skončí v krabicích a zásuvkách.
Fotografická alba mohou být vytvářena jako trvalejší záznam rodinné historie nebo i konkrétní události, třeba svatby. Knihu pro album je sice také možné vyrobit doma svépomocí, ale běžnější je prázdné album koupit a do něj pak podle své představy uspořádat vlastní fotografie. Na výběr je více druhů alb. Zasunovací alba obsahují listy s průhlednými okénky, do nichž lze fotografie zasouvat. Velikost okének pak předurčuje velikost fotografií, jejich rozmístění je pevně dané. Samolepicí alba mají kartónové listy pokryté vrstvičkou lepidla a průhlednou fólií, která fotografie chrání před poškozením. Klasická alba jsou v dřívějších dobách obvyklé jednoduché knihy s tmavými nebo světlými listy z tužšího papíru, které jsou proloženy listy z jemného papíru na ochranu fotografií. Fotografie se do nich přilepují lepidlem nebo pomocí nalepovacích fotorůžků.
Album s uspořádanými fotografiemi je zajímavější než jednotlivé fotografie 10x15 cm, ať už vytištěné na domácí tiskárně nebo v nějakém fotolabu. V klasickém i samolepicím albu může tvůrce navíc použít různé tvary fotografií, i nepravidelné, natočené nebo s částečným překrytím, může doplnit nadpisy, texty, rámečky atd.

## Online fotoalbum
Moderní obdobou fotoalba jako knihy z papíru je album (nebo galerie) fotografií vystavovaných na webu. Takové album se dá vytvořit vhodným softwarem a umístit na webu přístupném pro návštěvníky pomocí jejich internetových prohlížečů. Vlastník alba může umožnit přístup komukoli anebo jen vybrané skupině přátel a příbuzných.
Album lze umístit a provozovat na vlastním webu s privátní doménou, ale nabízí se také velká řada služeb, které zájemcům po registraci poskytnou pro jejich fotoalba svůj komunitní web včetně softwaru pro tvorbu fotoalb. Některé jsou placené, ale existuje i dostatek služeb bezplatných. Liší se ovšem také tím, jak u nich vytvářená alba vypadají a jaké možnosti mají. K nejznámějším v Česku patří rajče.net, ve světě pak Flickr.com, jAlbum.net nebo Instagram.

## Fotokniha

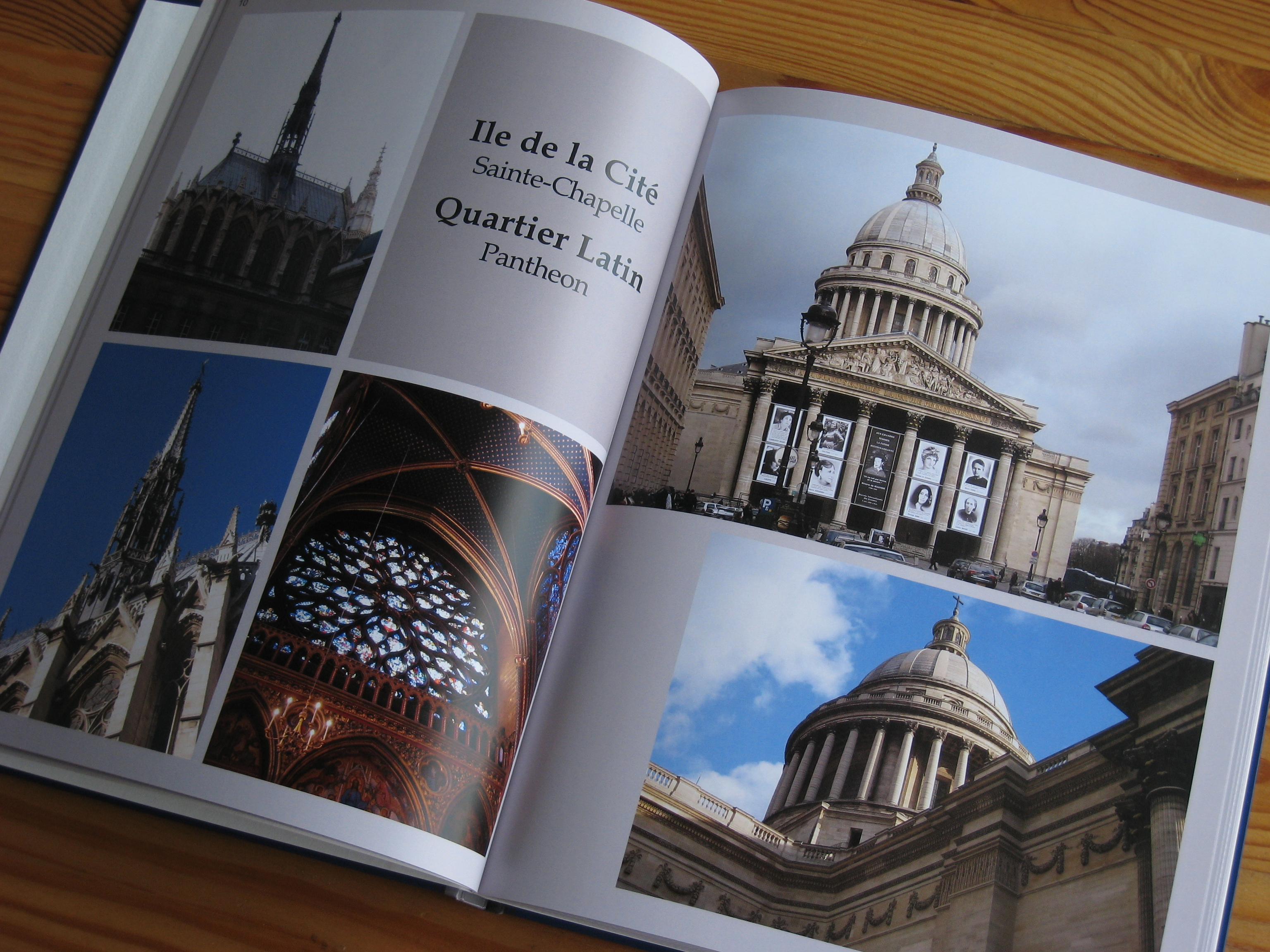
Individuální fotokniha

Individuální fotokniha je moderní obdoba papírového alba. Liší se od něj tím, že na svých listech nemá přilepené ani do průhledných obálek zasunuté obrázky na fotografickém papíru, nýbrž fotografie tu jsou vytištěné na sice kvalitním, ale přesto obyčejném papíru, který je v celé knize stejný. Taková fotokniha vypadá právě tak, jako kterákoliv fotografická kniha (kniha s fotografiemi) zakoupená v běžném knihkupectví, ovšem byla vytištěna na zakázku jejího autora jen v tolika výtiscích, na kolik zněla objednávka, tedy nejčastěji v jednom. Více informací lze najít v článku Fotokniha.

## Speciální fotoalba
Do této kategorie lze například zařadit album se speciální plochou vazbou. Společnou nevýhodou tradičního fotoalba, výpravné fotografické knihy z knihkupectví i individuální fotoknihy totiž je obvyklá vlastnost běžné knižní vazby, a sice to, že když se otevřená kniha položí na stůl, levá a pravá strana nikdy neleží vodorovně, ale listy ze hřbetu vycházejí skoro svisle a pak se ohýbají zpět. Plochá vazba tuto nectnost nemá, takže fotografie nejsou prohnuté, a dobře jsou vidět i snímky přesahující přes hřbet. Xerox takovou vazbu s názvem Xerox EverFlat  začal nabízet v roce 2012, v Česku ji dokáže dodat piklio.
Za alternativu lze považovat album s tvrdými, neohebnými listy. Ty jsou tvořeny fotografiemi za tepla nalisovanými z obou stran lepenkové desky. Tvrdé desky bývají kožené, koženkové nebo skleněné. V takové luxusní knize, která se v angličtině označuje jako Flush mount album, pak leží listy zcela na plocho, ovšem počet stránek je značně omezen. Tomuto provedení se v Česku blíží fotokniha od firmy FotoŠkoda, jejíž listy vznikají slepením dvou fotografií vyrobených klasickým postupem na fotopapíru.
Jinou specialitu, technicky i finančně zcela nenáročnou, představuje výstřižkové album (anglicky scrapbook resp. scrapbooking; toto slovo se někdy nepřekládá). Vychází z toho, že ačkoli velmi profesionální provedení současných fotoknih sice může většina lidí považovat za dokonalejší stupeň klasického fotoalba, nemusí si to myslet všichni. I v jiných oborech se leckdy preferuje ruční práce před průmyslovým zpracováním, a někdo může mít raději album s ručně psanými než s tištěnými texty, protože je osobnější. Do výstřižkového alba se vedle fotografií lepí také výstřižky z novin a časopisů a kreslí se tam a malují ruční ornamenty a dekorace. Scrapbooking je hodně rozšířen v USA.